# Кампанья
Кампанья (італ. Campagna, сиц. Campagna) — муніципалітет в Італії, у регіоні Кампанія, провінція Салерно.
Кампанья розташована на відстані близько 260 км на південний схід від Рима, 75 км на схід від Неаполя, 29 км на схід від Салерно.
Населення — 16 532 особи (2014).
Щорічний фестиваль відбувається 14 лютого. Покровитель — Sant'Antonino abate.

## Демографія
Населення за роками:

Станом на 1 січня 2023 року в муніципалітеті офіційно проживав 1081 іноземець з 48 країн, серед них 481 громадянин країн Євросоюзу та 50 громадян України.

## Клімат
| CONTURSI TERME   | Місяці | Місяці | Місяці | Місяці | Місяці | Місяці | Місяці | Місяці | Місяці | Місяці | Місяці | Місяці | Пора | Пора | Пора | Пора | Рік  |
| CONTURSI TERME   | Січ    | Лют    | Бер    | Кві    | Тра    | Чер    | Лип    | Сер    | Вер    | Жов    | Лис    | Гру    | Зим  | Вес  | Літ  | Осі  | Рік  |
| ---------------- | ------ | ------ | ------ | ------ | ------ | ------ | ------ | ------ | ------ | ------ | ------ | ------ | ---- | ---- | ---- | ---- | ---- |
| Темп. макс. (°C) | 9.9    | 10.6   | 13.9   | 17.6   | 22.0   | 26.4   | 29.8   | 30.0   | 26.1   | 20.8   | 14.2   | 13.2   | 11.2 | 17.8 | 28.7 | 20.4 | 19.5 |
| Темп. мін. (°C)  | 3.9    | 4.4    | 6.2    | 9.1    | 12.5   | 16.6   | 19.2   | 18.9   | 16.1   | 12.3   | 7.8    | 6.1    | 4.8  | 9.3  | 18.2 | 12.1 | 11.1 |

## Сусідні муніципалітети
- Ачерно
- Контурсі-Терме
- Еболі
- Олевано-суль-Тушіано
- Олівето-Читра
- Постільйоне
- Сенеркія
- Серре